# عبد الرحمن العشماوي
عبد الرحمن بن صالح العشماوي (ولد 1375 هـ/ 1956 م) شاعر سعودي، سوري الأصل، اشتَهَر بشعره الإسلامي، وأستاذ جامعي، وعضو رابطة الأدب الإسلامي العالمية.

## سيرته
وُلد عبد الرحمن بن صالح العشماوي في قرية (عَراء) بمِنطقة الباحة عام 1956م، لأب سوري من بلدة تلِّ شهاب في حَوران جنوبيَّ سورية، صار مدرِّسًا في الحرم المكي، وأم سعودية من قبيلة غامد. وتلقى دراسته الابتدائية هناك، وعندما أنهى دراسته الثانوية التحق بكلية اللغة العربية في جامعة الإمام محمد بن سعود الإسلامية في الرياض ليتخرَّج فيها سنة 1397هـ/ 1977م، ثم نال شهادة الماجستير عام 1403هـ/ 1983م، وكان عنوان رسالته (الاتجاه الإسلامي في آثار باكثير القصصية والمسرحية)، ثم حصل على شهادة الدكتوراه من قسم البلاغة والنقد ومنهج الأدب الإسلامي عام 1409هـ/ 1989م، وكان عنوان أطروحته (البناء الفني للرواية التاريخية الإسلامية المعاصرة).
تدرَّج العشماوي في وظائف التدريس في جامعة الإمام محمد بن سعود الإسلامية حتى أصبح أستاذًا مساعدًا للنقد الحديث في كلية اللغة العربية في هذه الجامعة. وعمل محاضرًا في قسم البلاغة والنقد ومنهج الأدب الإسلامي حتى تقاعد.
عبد الرحمن العشماوي صاحب القصائد التي تدعو إلى بزوغ فجر جديد في الأمة وهو صاحب أسلوب حماسي. كتب أشعاره ومقالاته عن محن المسلمين وهمومهم في البوسنة والشيشان ولبنان وسورية والعراق، وعن أطفال الحجارة، وأحوال الأمة، والخير والشر، وأهوال يوم القيامة وغير ذلك.
له مقالات في الصحف السعودية ومشاركات في الأمسيات الشعرية والندوات الأدبية، وله حضور إعلامي في برامجَ إذاعية وتلفازية مثل: (من ذاكرة التاريخ الإسلامي)، و(قراءة من كتاب)، و(آفاق تربوية)، إضافة إلى دواوينَ وقصائدَ ومقالات تنشر باستمرار في الصِّحافة والشابِكة.

## مؤلفاته

### الكتب
- بلادنا والتميز.
- وقفة مع جرجي زيدان.
- علاقة الأدب بشخصية الأمَّة.

### الدواوين
- إلى أمتي
- صراع مع النفس
- حوار فوق شراع الزمن
- عندما يعزف الرصاص
- شموخ في زمن الانكسار
- عندما يئن العفاف
- جولة في عربات الحزن
- عناقيد الضياء
- كلا[4]
- بائعة الريحان
- مأساة التاريخ
- نقوش على واجهة القرن الخامس عشر
- إلى حواء
- يا أمَّة الإسلام
- مشاهد من يوم القيامة
- مراكب ذكرياتي
- قصائد إلى لبنان
- حليمة والصوت والصدى
- يا ساكنة القلب
- قوافل الراحلين
- هي أمي
- القدس أنتِ
- كيف لم نحزن؟

## الملاحظات
1. ↑  المشهور أن الشيخ صالح فلسطيني، والثابت أنه وُلد في بلدة تلِّ شهاب من محافظة دَرْعا في حَوران جنوبيَّ سورية، وله فيها بقية من إخوة وأخوات، وقد تكون أصول هذه الأسرة قَدِمَت من قرية الطنطورة في فلسطين إلى بلدة تل شهاب من قديم، ولا تزال في الطنطورة أسرة كبيرة باسم العشماوي، والغالب أن أصولها البعيدة من مِصر.

## وصلات خارجية
- عبد الرحمن العشماوي على موقع بوابة الشعراء
- عبد الرحمن العشماوي على موقع موسوعة الديوان الشعرية